# Romanzo (album)
Romanzo è il quindicesimo album in studio del cantante pop italiano Riccardo Fogli, pubblicato nel 1996 dall'etichetta discografica Fonit Cetra.
Contiene 10 brani, tra i quali Romanzo, presentato al Festival di Sanremo 1996, Quando sei sola, partecipante al Festival italiano 1994, ed il singolo Monica.

## Tracce
CD (Fonit Cetra CDL 401)
1. Romanzo – 3:46 (Maurizio Fabrizio, Guido Morra)
2. Ci credi? – 4:32 (Claudio Guidetti, Saverio Grandi)
3. Giura – 4:07 (Saverio Grandi, Pietro Cantarelli)
4. Tutto quello che hai – 4:23 (Claudio Guidetti, Leandro Barsotti)
5. Il mare che ti avevo rubato – 3:59 (Cheope, Maurizio Fabrizio, Luisa Salice)
6. Il treno per Parigi – 4:11 (Riccardo Fogli, Pietro Cantarelli, A. Santini)
7. Mi hai preso il cuore – 4:53 (Saverio Grandi, Andrea Fornili)
8. Darling I Love You – 4:48 (Riccardo Fogli, R. Facini, Giampaolo Bertuzzi)
9. Monica – 4:26 (Saverio Grandi, Pietro Cantarelli)
10. Quando sei sola – 4:15 (Saverio Grandi, Andrea Fornili)

Durata totale: 43:20